# Виллер-сюр-Соно
Вилле́р-сюр-Соно́ (фр. Villers-sur-Saulnot) — коммуна во Франции, находится в регионе Франш-Конте. Департамент — Верхняя Сона. Входит в состав кантона Эрикур-Уэст. Округ коммуны — Люр.
Код INSEE коммуны — 70567.

## География
Коммуна расположена приблизительно в 350 км к юго-востоку от Парижа, в 60 км северо-восточнее Безансона, в 38 км к востоку от Везуля.

## Население
Население коммуны на 2010 год составляло 156 человек.
| 1962 | 1968 | 1975 | 1982 | 1990 | 1999 | 2010 |
| ---- | ---- | ---- | ---- | ---- | ---- | ---- |
| 111  | 127  | 125  | 104  | 116  | 132  | 156  |

## Экономика

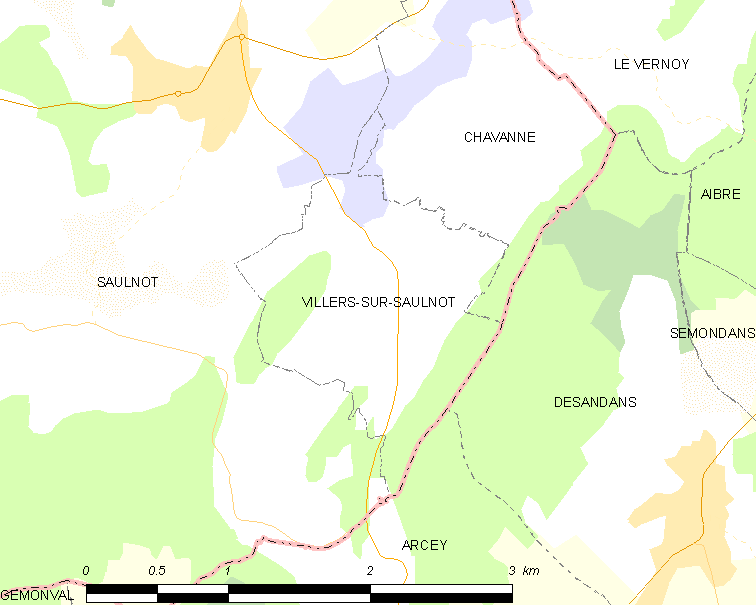
Карта коммуны

В 2010 году среди 99 человек трудоспособного возраста (15—64 лет) 71 были экономически активными, 28 — неактивными (показатель активности — 71,7 %, в 1999 году было 74,7 %). Из 71 активных жителей работали 67 человек (33 мужчины и 34 женщины), безработных было 4 (3 мужчины и 1 женщина). Среди 28 неактивных 4 человека были учениками или студентами, 10 — пенсионерами, 14 были неактивными по другим причинам.